# Rastlinski višinski pasovi
Rastlinski višinski pasovi v gorskih regijah opisujejo naravno razslojevanje ekosistemov, ki nastopajo na različnih višinah zaradi različnih okoljskih pogojev. Temperatura, vlaga, sestava tal in sončno sevanje so pomembni dejavniki pri določanju višinskih pasov in posledično različnih rastlinskih in živalskih vrst. 
O višinskih pasovih je prvi postavil hipotezo geograf Alexander von Humboldt, ki je opazil, da temperatura pada z naraščajočo nadmorsko višino. Pasovi se pojavljajo tudi v bibavičnem in morskem okolju, kot tudi na obrežjih voda in močvirjih. Znanstvenik C. Hart Merriam je ugotovil, da se rastlinstvo in živalstvo po višinskih pasovih spreminjajo podobno kot se podnebni tipi v nižinah spreminjajo z geografsko širino, le na precej manjših razdaljah. Danes višinski pasovi predstavljajo temeljni koncept gorskega raziskovanja.

## Dejavniki
Različni okoljski dejavniki določajo meje višinskih območij, ki jih najdemo v gorah, od neposrednih učinkov temperature in padavin do posrednih značilnosti gore same, kot tudi bioloških interakcij vrst. Vzrok za coniranje je kompleksen, zaradi številnih možnih interakcij in prekrivajočih se vrst. Previdne meritve in statistični preskusi dokazujejo obstoj diskretnih skupnosti vzdolž višinskega naklona, v nasprotju z nepovezanim razponom vrst. 

### Temperatura
Zmanjševanje temperature zraka navadno sovpada z naraščajočo višino, kar neposredno vpliva na dolžino rastne dobe na različnih višinah gore. Za gore, ki se nahajajo v puščavi, ekstremno visoke temperature omejujejo sposobnost velikim listavcem in iglavcem da rastejo ob vznožju gore.  Poleg tega so lahko rastline še posebej občutljive na temperaturo tal in imajo lahko posebna višinska območja, ki omogočajo zdravo rast. 

### Vlažnost
Vlažnost nekaterih območij, vključno padavine, zračna vlaga in potencial za izhlapevanje, se spreminja z višino in je pomemben dejavnik pri določanju višinskih pasov. Najpomembnejša spremenljivka so padavine na različnih višinah. Ko se topel in vlažen zrak dviga na privetrni strani gore, se temperatura zraka ohlaja in izgubi svojo sposobnost zadrževanja vlage. Tako je največja količina padavin pričakovano na srednjih višinah in omogoča razvoj gozdov listavcev. Nad določeno višino zrak postane preveč suh in hladen, zato zavira rast dreves. Za nekatere gore padavine niso najpomembnejši dejavnik, lahko sta vlažnost zraka ali izsušitev bolj pomemben klimatski poudarek, ki vpliva na višinska območja.  Oba, višina padavin in vlaga, vplivata na vlažnost tal. Med najpomembnejšimi dejavniki, ki nadzirajo spodnjo gozdno mejo ali encinal je razmerje med izparevanjem in vlago tal.

### Sestava tal
Vsebnost hranil v tleh na različnih višinah še dodatno otežuje razmejitev višinskih območij. Tla z višjo vsebnostjo hranilnih snovi, zaradi višjih stopenj razkroja ali večjim preperevanjem kamnin, omogočajo boljšo rast večjih dreves in vegetacije. Nadmorska višina boljših tal se spreminja posebno v gorah, ki so jih raziskali. Na primer, gore najdene v tropskih deževnih gozdovih, na nižjih višinah kažejo manj kopenskih vrst, zaradi debele plasti mrtvih padlih listov, ki pokrivajo gozdna tla. Na tej širini obstaja bolj kisla, humozna prst kot na višjih legah v gorskih ali subalpinskih višinah. V drugem primeru, so vremenski vplivi ovirani zaradi nizkih temperatur, pri višjih legah v Skalnem gorovjua (Rocky Mountain) na zahodu Združenih držav, kar ima za posledico tanjša groba tla.

### Biološke sile
Poleg fizičnih sil, tudi biološke sile vplivajo na coniranje. Na primer močan konkurent lahko prisili šibkejšega na višji ali nižji položaj višinskega pasu. Pomembnost tekmovanja je težko oceniti brez poskusov, ki so dragi in pogosto trajajo več let. Vendar pa obstaja več dokazov, da kompetitivno dominantne rastline lahko izkoristijo prednostne lokacije (toplejša mesta ali globlja tla). . Še dva druga biološka dejavnika lahko vplivata na coniranje: paša in medsebojna odvisnost. Relativni pomen teh dejavnikov je težko oceniti, vendar številčnost živali na paši in številčnost mikoriznih združenj kažejo, da ti elementi lahko vplivajo na razporeditev rastlin na različne načine. 

### Sončno sevanje
Svetloba je še en pomemben dejavnik rasti dreves in druge fotosintetične vegetacije. Zemeljska atmosfera je napolnjena z vodno paro, delci in plini, ki filtrirajo sevanje, ki prihaja od sonca, preden doseže zemeljsko površino. Zato vrhovi gora in višje lege prejmejo veliko bolj intenzivno sevanje kot bazalne ravnine. Skupaj s pričakovanimi sušnimi razmerami v višjih legah, grmičevje in trave navadno uspevajo zaradi svojih majhnih listov in obsežnih koreninskih sistemov. Vendar pa imajo večje višine tudi bolj pogosto oblačnost, ki nadomešča večjo intenzivnost sevanja. 

### Massenerhebungov učinek
Fizikalne lastnosti in relativno lego gore je treba upoštevati tudi pri napovedovanju višinskih vzorcev pasov. Massenerhebungov učinek opisuje razlike v gozdni meji, ki temelji na velikosti gore in lokaciji. Ta učinek napoveduje, da je conacija deževnih gozdov pri nižjih gorah lahko ogledalo za coniranje v visokih gorah, vendar se pasovi  pojavljajo na nižjih nadmorskih višinah. Podoben učinek je viden v gorovju Santa Catalina v Arizoni, kjer bazalna nadmorska višina in skupna višina vplivata na višino vertikalnih pasov vegetacije. 

### Drugi dejavniki
Poleg zgoraj opisanih dejavnikov, obstajajo številne druge lastnosti, ki lahko zmedejo napovedi višinskih pasov. To so: pogostost motenj (na primer požar ali monsun), hitrost vetra, vrste kamnin, topografija, bližina potokov in rek, zgodovina tektonske dejavnosti in zemljepisna širina.

## Višinski pasovi
Višinski modeli coniranja so zapleteni zaradi prej navedenih dejavnikov, zato začetek in konec relativne višine vsakega območja ni vezan na določeno višino. Vendar pa je mogoče razdeliti višinski naklon na pet glavnih ekoloških območij, ki se uporabljajo pod različnimi imeni. V nekaterih primerih te ravni sledijo druga drugi z manjšanjem višine, ki se imenuje vegetacijska inverzija.
- Snežna meja - nivalni pas (ledeniki): sneg leži večji del leta. Vegetacija je omejena le na nekaj vrst, ki uspevajo na silikatnih tleh.
- Alpinski pas: območje, ki se razteza med gozdno in snežno mejo. Ta cona je nadalje razčlenjena na Sub-nival in alpski pas brez drevja (v tropih-Tierra fria; nizke-alpe)
  - Subnivalni pas: v najvišjem pasu obstaja tipična vegetacija. Tu pogosto zmrzuje, kar omejuje obsežno rastlinsko kolonizacijo. Vegetacija je neenotna in je omejena le na najbolj ugodne lokacijah, ki so zaščitene pred močnimi vetrov, ki so pogosto značilni za to področje. Velik del tega območja je neenotno travinje, šaši in ločje ter resave, značilne za arktična območja. Sneg leži del leta.
  - Alpinski pas brez drevja: značilna zaprta preproga vegetacije, kot so alpski travniki, grmičevje in posamezna zakrnela drevesa. Zaradi popolnega pokritja z vegetacijo, ima zmrzal manj učinka, vendar je zaradi dosledne temperature pod lediščem, rast dreves močno omejena.
- Montanski pas: sega od srednje višine gozdov do gozdne meje. Točna stopnja gozdne meje se spreminja z lokalnim podnebjem, vendar je običajna drevesna meja, kjer mesečne temperature tal ne presegajo 10 º C in so povprečne letne temperature tal okoli 6,7 º C. V tropih je to območje značilno gorski deževni gozd (nad 1000 m), medtem ko na višjih zemljepisnih širinah pogosto prevladujejo iglasti gozdovi.
- Submontanski pas: ta najnižji del gore izrazito variira glede na podnebje in ima široko paleto imen glede na okoliško pokrajino. Colline območje najdemo v tropskih regijah in Encinal pas in puščavski travniki se nahajajo v puščavskih območjih.
  - Colline (tropi): značilni listnati gozdovi v oceanskih ali zmerno celinskih območjih, značilni s travniki v več kontinentalnih regijah. Razteza se od nadmorske višine okoli 900 m. Vegetacija je bogata in gosta. To območje je značilno za tropske regije.
  - Ecinal (puščave): značilno odprt zimzelen hrastov gozd in najpogostejši v puščavskih območjih. Izparevanje in omejena kontrola vlage v tleh omogoča, da je encinal okolje uspešno. Puščavski travniki ležijo pod encinal območjem. Zelo pogosto jih najdemo na jugozahodu Združenih državah Amerike.
  - Puščavski travniki: s spreminjanjem gostote nizko ležeče vegetacije, so travišča območja, ki zaradi skrajne izsušitve ne morejo podpreti dreves. Nekatere puščavske regije podpirajo drevesa ob vznožju gora in tako oblikujejo različna travišča.

Za podrobnejšo razčlenitev značilnosti višinskih pasov za različna gorovja, glej seznam življenjskih območij po regijah .

## Conacija živali
Tudi živali kažejo vzorce glede na vegetacijske pasove opisane zgoraj. Nevretenčarji so jasneje opredeljeni v pasu, ker so običajno manj mobilni kot vretenčarji. Vretenčarji se pogosto gibajo po višinskih območjih glede na letne čase in dostopnost hrane. Značilno za živalske vrste je raznolikost in zmanjšanje številčnosti v odvisnosti od višine nad montanskim pasom, zaradi zaostrenih okoljskih pogojev preživetja na višjih nadmorskih višinah. O tem je narejenih manj študij in raziskav, saj je povezava manj opredeljena kot vegetacijski pasovi zaradi povečane mobilnosti živalskih vrst. 

## Načrtovanje rabe tal in človeške uporabe
Za variabilnost obeh, naravnega in človeškega okolja, je težko izdelati univerzalne modele razlage kmetovanja v višinskih okoljih. Z izgradnjo in širjenjem cestnega omrežja pa se je razlika med različnimi kulturami začela zmanjševati.  Gorska okolja so postala bolj dostopna, širjenje idej, tehnologije in izdelki so se pojavljali bolj enakomerno. Kljub temu višinska conacija poskrbi za specializacije v kmetijstvu, rastoča populacija pa povzroča degradacijo okolja.

### Kmetijstvo
Ljudje so razvili različne strategije kmetijske proizvodnje, da bi izkoristili različne značilnosti višinskih območij. Višine, podnebja in plodnost tal so določali zgornje meje vrst pridelkov, ki so uspevali v vsakem območju. Ljudstva, ki prebivajo v Andih v Južni Ameriki so izkoristila različna višinska okolja za pridelavo široke paleto različnih pridelkov. V gorskih skupnostih sta bili sprejeti dve različni vrsti prilagoditveni strategiji. 
- Splošna strategija - izkorišča vrsto mikro niš ali eko con na več višinskih nivojih
- Specializirana strategija – se osredotoča na en pas in je specializirana za kmetijsko dejavnost primerno za to višino ter razvoj trgovskih odnosov z drugimi skupnostmi.

Z izboljšano dostopnostjo do novih tehnik kmetovanja, ljudje uvajajo bolj specializirane strategije in se odmikajo od splošnih. Mnoge kmetijske skupnosti se zdaj odločajo za trgovanje s skupnostmi na različnih višinah, namesto gojenja vsak vsega, ker je specializacija cenejša in lažja glede na njihov višinski pas. 

### Okoljska degradacija
Rast prebivalstva vodi v degradacijo okolja v višinskih pasovih predvsem s krčenjem gozdov in pretirano pašo. Povečanje dostopnosti gorskih regij omogoča več ljudem potovati med območji in spodbuja ljudi k razširitvi komercialne rabe zemljišč. Nove povezave med gorskimi in nižinskimi prebivalci z izboljšanim dostopom v cestnem prometu prispevajo k poslabšanju degradacije okolja.

## Razprava ocontinuum versusconaciji
Vsa gorska okolja ne kažejo nenadnih sprememb višinskih pasov. Čeprav manj pogosta, kažejo nekatera tropska okolja počasno spremembo vegetacije glede na višino in zato tako ne tvorijo pravih vegetacijskih pasov. 